# مقراض الأسلاك
مِقراض الأسلاك هو زردية مخصصة لقطع الأسلاك أو القِطَع الصغيرة، بدلاً من الإمساك بها أو فتلها. كما تم تكييفها للاستخدام في الأماكن التي يصعب الوصول إليها.